# Біочич
Біочич (хорв. Biočić) — населений пункт у Хорватії, у Шибеницько-Книнській жупанії у складі міста Дрниш.

## Населення
Населення за даними перепису 2011 року становило 129 осіб.
Динаміка чисельності населення поселення:

## Клімат
Середня річна температура становить 12,86 °C, середня максимальна – 28,03 °C, а середня мінімальна – -2,27 °C. Середня річна кількість опадів – 899 мм.
| Клімат поселення                              | Клімат поселення | Клімат поселення | Клімат поселення | Клімат поселення | Клімат поселення | Клімат поселення | Клімат поселення | Клімат поселення | Клімат поселення | Клімат поселення | Клімат поселення | Клімат поселення | Клімат поселення |
| Показник                                      | Січ.             | Лют.             | Бер.             | Квіт.            | Трав.            | Черв.            | Лип.             | Серп.            | Вер.             | Жовт.            | Лист.            | Груд.            |                  |
| Середній максимум, °C                         | 9,85             | 10,70            | 13,72            | 17,32            | 22,08            | 25,81            | 28,03            | 27,90            | 23,17            | 18,29            | 13,09            | 10,05            |                  |
| Середня температура, °C                       | 3,80             | 4,64             | 7,65             | 11,26            | 16,02            | 19,74            | 23,15            | 23,02            | 18,29            | 13,41            | 8,22             | 5,20             |                  |
| Середній мінімум, °C                          | −2,27            | −1,42            | 1,58             | 5,20             | 9,96             | 13,68            | 18,27            | 18,15            | 13,40            | 8,54             | 3,33             | 0,30             |                  |
| Норма опадів, мм                              | 73               | 67               | 71               | 79               | 65               | 65               | 42               | 55               | 83               | 95               | 111              | 93               |                  |
| Середньомісячна швидкість вітру, м/с          | 1.78             | 2.02             | 2.26             | 2.24             | 2.02             | 1.77             | 1.79             | 1.64             | 1.72             | 1.75             | 2.02             | 1.99             |                  |
| Середньомісячна сонячна радіація, кДж/м²·день | 5343             | 8045             | 11708            | 16177            | 20126            | 22559            | 24390            | 21252            | 15860            | 10257            | 5729             | 4526             |                  |
| --------------------------------------------- | ---------------- | ---------------- | ---------------- | ---------------- | ---------------- | ---------------- | ---------------- | ---------------- | ---------------- | ---------------- | ---------------- | ---------------- | ---------------- |
| Джерело:                                      |                  |                  |                  |                  |                  |                  |                  |                  |                  |                  |                  |                  |                  |